# Like Mike
Like Mike é um  filme de 2002 do gênero comédia dirigido por John Schultz e estrelado pelo famoso rapper Lil Bow Wow que interpreta Calvin, um simpático garoto órfão que tinha como sonho se tornar um jogador profissional. Foi lançado em 3 de Julho de 2002.

## História
Calvin conta com uma ajudinha de um par de tênis mágicos que o possibilita tornar tudo o que ele sempre sonhou em realidade. Mas primeiro ele terá que enfrentar problemas, escapar de um guardião mal intencionado, correr muito e te fazer dar muita risada.
O filme conta com a presença de Eugene Levy, Jonathan Lipnicki, Brenda Song, Robert Forster e muitos outros atores que com certeza vão fazer você rir e chorar com essa divertida e emocionante história sobre perseguir os seus sonhos e nunca desistir.

## Elenco
Lil' Bow Wow - Calvin Cambridge
Jonathan Lipnicki - Murph
Brenda Song - Reg Stevens
Morris Chestnut - Tracy Reynolds
Eugene Levy - Frank Bernard
Crispin Glover - Stan Bittleman
Jesse Plemons - Ox
Robert Forster - Treinador Wagner
Julius Ritter - Marlon
Anne Meara - Sister Theresa

## Recepção

### Crítica
O filme recebeu críticas mistas dos críticos. No Rotten Tomatoes, que detém uma classificação de 57%, com base em 97 críticos, com uma classificação média de 5,5 / 10. Com o consenso, "um desvio agradável e inócuo para as crianças, mas os adultos podem ter problemas para sentar através de seus enredos previsíveis e sentimentalismo."  No Metacritic, tem uma pontuação de 47 em 100, baseado em 27 críticos, indicando "misturados ou média comentários". 

### Bilheteria
O filme estreou em # 5 com um bruto de 3 dias de$12,179,420 estreou em 2.410 cinemas para uma média de $ 5.054 por local, e uma bruta $19,018,444  desde o seu lançamento. A conferência encerrou com um interno bruto final do $51,432,760.O filme fez $10,842,020,, para um bruto mundial total de $62,274,780, tornando-se um sucesso financeiro, uma vez que custou US $ 30 milhões para fazer. 

## Trilha Sonora
Like Mike: Music From The Motion Picture é a trilha sonora do filme de 2002, Like Mike. Foi lançado em 2 de julho de 2002 através da gravadora So So Def Recordings e consistiu em hip hop e R & B contemporâne.
| N.º | Título                                                                      | Producer(s)                          | Duração |  |
| 1.  | "Basketball" (Lil' Bow Wow featuring Jermaine Dupri, Fabolous and Fundisha) | Jermaine Dupri, La Marquis Jefferson | 3:19    |  |
| 2.  | "NBA 2K2" (R.O.C.)                                                          | Jermaine Dupri                       | 2:09    |  |
| 3.  | "I Remember" (TQ featuring Jagged Edge)                                     | Dwayne "Whateva" Lindsey             | 4:21    |  |
| 4.  | "Take Ya Home" (Lil' Bow Wow)                                               |                                      | 3:59    |  |
| 5.  | "Put Me On" (Mario)                                                         |                                      | 3:39    |  |
| 6.  | "Playin' the Game" (Lil' Bow Wow, additional vocals by Mike Shorey)         | Just Blaze                           | 4:32    |  |
| 7.  | "Dance With You" (Solange featuring B2K)                                    |                                      | 3:00    |  |
| 8.  | "Can I Holla" (Young Steff featuring Lil' Bow Wow)                          |                                      | 3:28    |  |
| 9.  | "Rule" (Nas featuring Amerie)                                               |                                      | 3:56    |  |
| 10. | "Hoop It Up" (TCP)                                                          | Cutmaster Swiff                      | 3:19    |  |